# 廃川
廃川（はいせん）とは、人工的に廃止された河川である。

## 概要
蛇行した河道を直線化したときや、洪水防止のために幅の広い放水路を開削した場合に旧河道は廃川となるが、旧河道を利用した用水路が設置される場合もある。また、天井川の場合は、洪水となると被害が甚大になる可能性が高いため、旧草津川などのように新しい河道を開削して旧河道を切り崩し、道路とする場合もある。廃川跡は、旧草津川や茨木川のように公園や緑地として活用されることがある。
なお、廃川敷地は河川法に基づき廃川手続を行なう必要があるが、必ずしも正しい手続きが行われていない事例もあるという。